# Постгегемонія
Постгегемонія — це період або ситуація, в якій гегемонія перестає функціонувати за організаційним принципом національного або постнаціонального соціального порядку відносин між національними державами в рамках глобального порядку. Ця концепція має відмінні значення у сферах: політичної теорії, культурології та міжнародних відносин.

## Культурологія
У галузі культурних досліджень постгегемонія була розроблена як концепція ряду критиків, чия робота зачіпає та критикує використання теорії культурної гегемонії в роботах Ернесто Лаклау та в межах субальних досліджень. Джордж Юдіце, в 1995 році, був одним з перших, хто прокоментував цю ситуацію для підбиття підсумків виникнення цієї концепції: Гнучке накопичення, споживча культура та «новий світовий інформаційний порядок» виробляються або розподіляються (змушені проходити) у глобальному масштабі, щоб займати територію нації, але більше не «мотивовані» будь-якими суттєвими зв'язками з державою, як це втілено, наприклад, у «національно-популярній» формації. Їхні мотивації є як інфраструктурними, так і наднаціональними. Можна сказати, що з огляду на загальнодержавну прозенію постгегемонічна ситуація триває. Тобто «компромісне рішення», і якому культура для Антоніо Грамши, зараз не така, яка стосується національного рівня, а відноситься до місцевого та транснаціонального. Натомість «культурна-ідеологія споживацтва» служить для всебічної натуралізації глобального капіталізму.
Поняття постгегемонії пов'язане з підйомом «безлічі» соціальної сили, яка, на відміну від «людей», не може бути захоплена гегемонією, разом з ролями афекту та гапюту в механізмах соціального контролю. Постгегемонія та пов'язані з нею терміни виникли під впливом Жіля Делуза, Фелікса Гуаттарі, П'єра Бурдьє, Майкла Хардта та Антоніо Негрі про наддержавні та інфра-національні сили, які, як стверджується, видали застарілі народно-популярні форми примусу та згоди, через які, для Антоніо Грамши, гегемонія -це структуроване конституйне суспільство.
Особливості постгегемонії як концепції цілком відповідають тематиці постсучасності. Таким чином, теорія постгегемонії стверджує, що ідеологія вже не є політичною рушійною силою в механізмах соціального контролю і що модерністська теорія гегемонії, яка залежить від ідеології, тому більше не точно відображає соціальний порядок. Деякі коментатори також стверджують, що історія, як зазначив Карл Маркс, це класова боротьба, а швидше за все це «боротьба за виробництво класу».
Поняття постгегемонії також відбивається на роботі пост-фукаудських теоретиків, таких як Джорджіо Агамбен. Микола Тоборн, беручи за основу дискучії Агамбена на тему «стану винятку», пише, що "це, мабуть, напруженість відносин між правом та політико-військовими та економічними кризами, а також втручання, які були у стані винятковості, адже час гегемонії, як видається, пройшов ".

## Міжнародні відносини
У міжнародних відносинах постгегемонія ототожнюється із занепадом американської односторонньої гегемонії. Це, швидше за все, було наслідком труднощів, що виникли в результаті односторонньої зовнішньої політики. Ці труднощі переважно включають в себе обурення тих, хто безпосередньо постраждав від іноді сильних гегемонічних впливів США, і тих, хто висував ці дії, адже і самі американці вважають дії свого уряду аморальними. Наприклад, після В'єтнамської війни, в 1978 році 72 % американців вважали, що війна не була помилкою, але принципово була неправильною та аморальною. Це приклад падіння гегемонії. Однак, яким чином США могли б зберегти легітимність своїх втручань, якщо їхні власні громадяни визнають їх помилковими та аморальними?
Домінуюча влада (-и) світу є флюїдом. Початковий період однобічності США може бути легко визначений їх втручанням під час світових воєн. Після цього періоду зростання панування США на світовій арені. «Не було дефіциту людей, які після підняття космічної програми СРСР у 1950-х роках до революцій третього світу 1960-х і 1970-х років у В'єтнамі, Ірані та в інших місцях, а також виникнення Японії, Європи та нині Китаю як основних економічних сил, передбачали, що панування, переважання, гегемонія Америки або, інші пізні терміни, що виникли після закінчення холодної війни, зникне». Прогнози цих осіб представляють плинність влади з часом через ідею про те, що в період, коли США однозначно домінували, люди все ще могли бачити неминуче майбутнє, зміну влади та сили на світовій арені.

## Критика
Основним критиком теорії постгегемонії є Річард Джонсон, що він передбачає «помітне скорочення соціальної складності». Джонсон визнає, що «одним значним досягненням» постгегемонічного проекту "є залучення багатьох спостережуваних пост-9 / 11 в єдину картину, а також синтезує різні течії в сучасній соціальній теорії ". Але він стверджує, що «дивно, що результат розглядається як кінець гегемонії, а не як новий гегемонічний момент». Тому він закликає до оновлення концепції гегемонії, а не її відкинення.